# Metaconchoecia wolferi
Metaconchoecia wolferi is een mosselkreeftjessoort uit de familie van de Halocyprididae. De wetenschappelijke naam van de soort is voor het eerst geldig gepubliceerd in 1981 door Gooday.